# Mundesley
Mundesley é uma vila e freguesia no distrito de North Norfolk em Norfolk, Inglaterra , cerca de 20,3 mi (32,7 km) de Norwich. Está situada às margens do rio Mun.

## História
A vila é mencionada no grande censo de 1086 conhecido como o Livro de Domesday, onde é descrita como  Muleslai
.

## Gallery

Mundesley
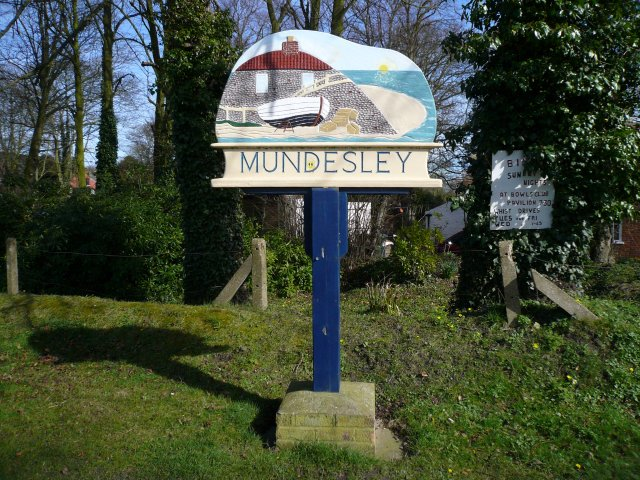
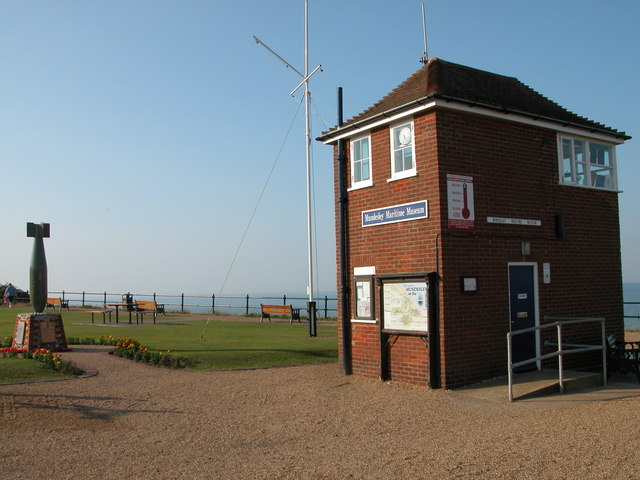
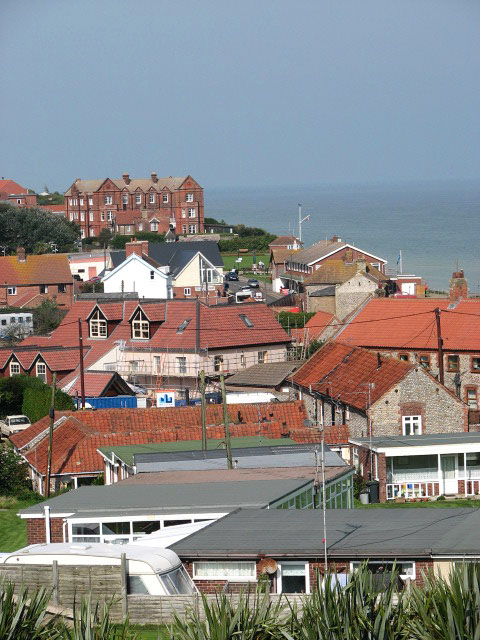
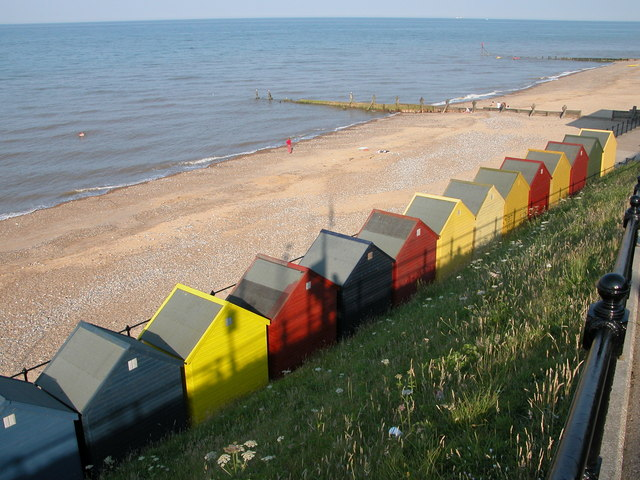
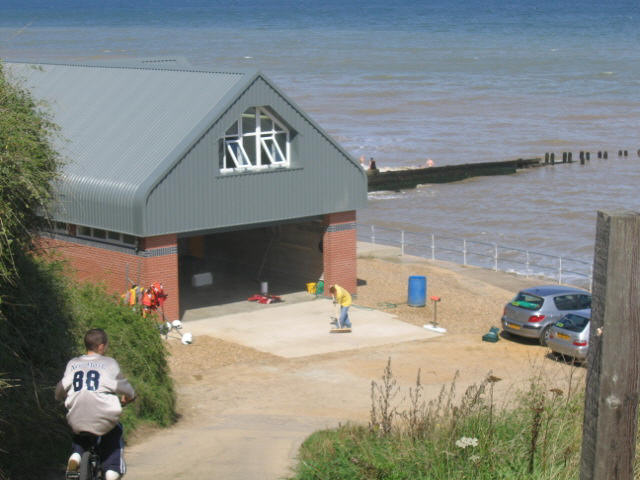
Mundesley Lifeboat Station